# Reactor nuclear de fusió

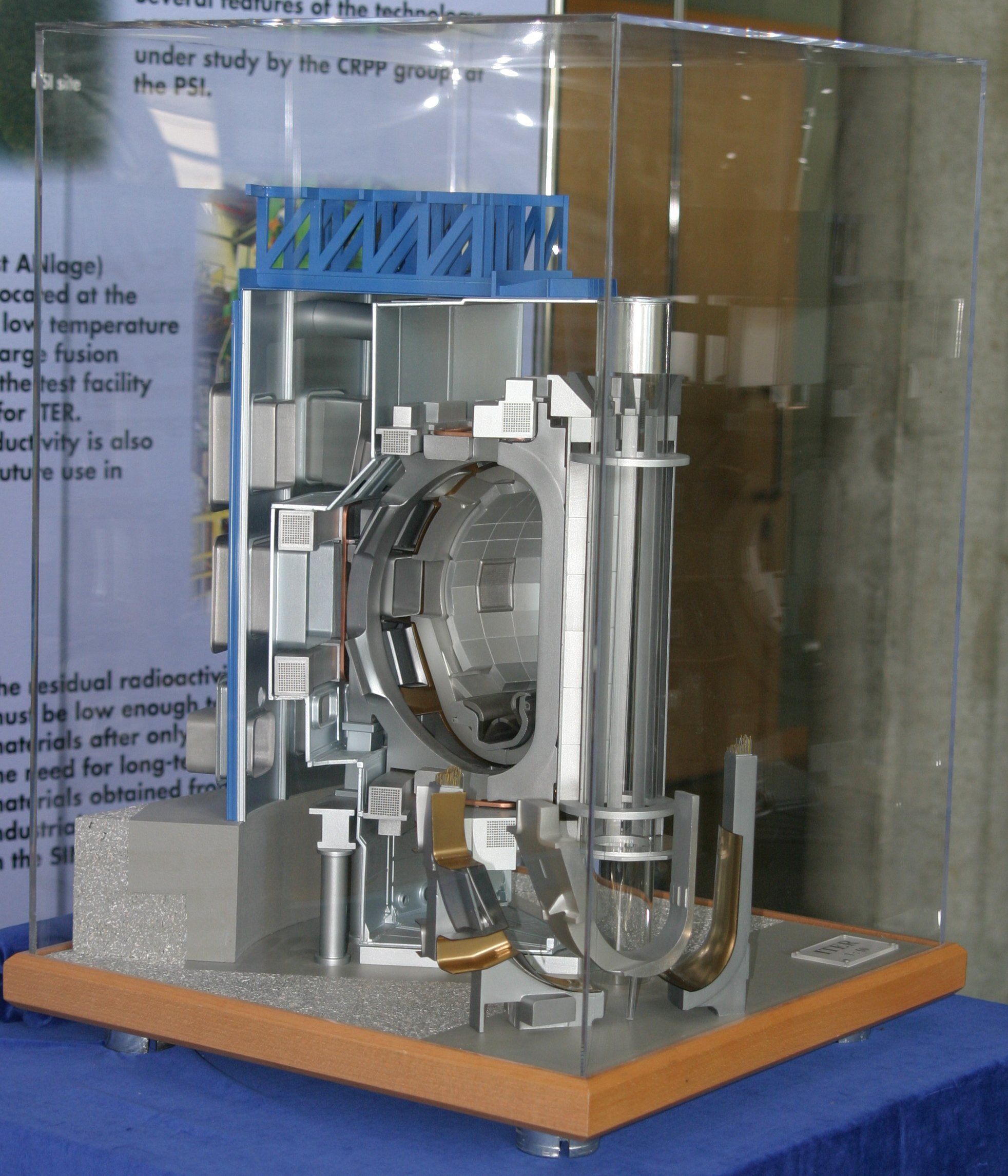
Maqueta que mostra una secció de l'ITER, que té forma de "donut" o de toroide

Un reactor de fusió nuclear és un reactor nuclear que obté energia nuclear a partir de reaccions nuclears de fusió. Actualment no existeix cap central nuclear que funcioni amb reactor de fusió, ja que aquest encara està en fase de recerca. El reactor ITER, un tokamak que s'està construint a Cadarache (França), experimenta amb la fusió nuclear.
La idea és usar deuteri com a combustible, molt abundant a la natura, a l'aigua del mar, per exemple, per a obtenir heli, molt estable (és un gas noble) i abundant a l'aire. Les fonts de combustible serien a priori gairebé renovables i els residus en principi no radioactius ni nocius per a la salut.
El principal inconvenient de construir un reactor de fusió és el seu rendiment: es gasta més energia en fer el combustible que l'energia que es produeix, de manera que en comptes d'obtenir energia el que fem és consumir-la. Un altre greu inconvenient és que, segons el criteri de Lawson, es necessita una temperatura d'ignició, o de començament de la reacció de fusió en cadena, molt elevada, de l'ordre de 100.000.000 °C i un combustible (heli, per exemple, molt abundant a l'aire) calent en estat de plasma, cosa que fondria qualsevol recipient on es volgués retenir. A les estrelles els materials queden "subjectats" per la gravetat, que impedeix que es dissipin. Als reactors s'està investigant de "subjectar" o confinar el combustible en estat de plasma i les seves reaccions nuclears bé per confinament magnètic, en sistemes amb formes toroidals, com el tokamak i l'stellerator; bé per confinament inercial, als quals la ignició ocorre al centre i es propaga vers l'exterior fins que s'acaba el combustible.

## Principis de funcionament
La idea del reactor de fusió seria utilitzar-lo més o menys de la mateixa manera que el de fissió, és a dir per a obtenir energia en forma de calor, en una central nuclear. La calor podria extreure's del reactor amb un refrigerant, que s'escalfaria en passar per ell i podria moure una turbina. Un alternador transformaria part de l'energia mecànica de la turbina en electricitat, que es podria emmagatzemar i injectar a la xarxa elèctrica quan convingui. S'haurien d'estudiar unes noves mesures de seguretat, ja que la fusió és molt més exoenergètica i, per tant, més perillosa.
Per a obtenir energia hom pensa a basar-se en reaccions nuclears de fusió en cadena. La fusió nuclear consisteix a unir dos núclids petits per a obtenir un de més gran, i de vegades també altres partícules elementals. Els núclids fusionables poden ser diferents parelles, de les quals les que més s'estudien són formades per núclids d'hidrogen o d'alguns dels seus isòtops (el proti o hidrogen "normal", que té un nucli format per un sol protó; el deuteri, un hidrogen amb un protó i un neutró al nucli; o el triti; un hidrogen que té un protó i dos neutrons), que formen un àtom d'heli-3 o d'heli-4 i un neutró o un protó. Altres alternatives serien possibles, per exemple formar tres àtoms d'heli-4 a partir d'un de bor-11 i un d'hidrogen-1.
Els criteris per escollir uns reactius o altres són el balanç d'energia, o quanta energia neta es guanya a cada reacció, tenint en compte l'emprada per a produir cada un dels reactius, l'energia llindar, la secció eficaç, la temperatura necessària per a la seva ocurrència, la disponibilitat del núclid a la natura o el procés de la seva obtenció, etc.

## Exemples de combustibles a estudiar
Hom pot imaginar diferents reaccions de fusió, com per exemple la fusió de dos àtoms de deuteri, que donarien un heli-3, un neutró i 3,2 MeV d'energia. Una reacció amb una secció eficaç més interessant seria la fusió d'un deuteri i un triti, que donaria un heli-4, un neutró, 12,6 MeV i que només té 10 keV d'energia llindar, cinc vegades menys que l'anterior.
El deuteri seria un combustible força abundant, ja que es troba a l'aigua del mar en una proporció de trenta grams de deuteri per a cada metre cúbic d'aigua.
D'altra banda, el triti no existeix a efectes pràctics a la natura (almenys si el volem per a un ús industrial o comercial) però es podria obtenir a partir de liti, que es troba al sòl en una proporció mitjana de trenta parts per milió i, tot i que en menor quantitat, també n'hi ha al mar. L'isòtop més abundant del liti és el liti-7, un 92,5% del liti total existent. Quan aquest reacciona amb un neutró, forma un heli, un triti i un neutró, absorbint 2'5 MeV d'energia. L'obtenció de triti a partir de liti-6 pot semblar a priori més interessant, ja que en reaccionar amb el neutró obtenim un heli-3, un triti i a més 4'83 MeV, però aquest isòtop és molt menys abundant.
Cal afegir un balanç econòmic, energètic i d'emissions contaminants per conèixer si és energètica i econòmicament interessant, o almenys viable. Per a fer-lo caldria abans conèixer amb molta més precisió els processos que hom empraria per a obtenir les matèries primeres, transformar-les, etc. cosa que no s'estudiarà, ja que, per exemple, els preus del mercat varien amb el temps i les circumstàncies, fins que no es resolguin abans problemes com la construcció del "recipient" que contindria el combustible durant les reaccions.
Els isòtops de l'hidrogen no reaccionen fusionant-se i formant heli si no es troben en unes condicions particulars. Segons el criteri de Lawson és necessari tenir una mostra amb una massa suficient (superior a una massa crítica) agrupada en almenys una certa densitat, durant un mínim de temps, i que els núclids estiguin a una temperatura molt elevada, per exemple de l'ordre de 1O8K, de forma que es trobarien en estat de plasma (una "massa" d'ions i electrons lliures). Si a més volem que la fusió en cadena estigui controlada necessitarem que l'heli resultant mantingui la mateixa temperatura del plasma sense necessitar aportació externa de calor.

## Mètodes d'ignició i confinament a estudiar
Un dels problemes pràctics més importants que presenta la construcció d'un reactor de fusió és com escalfar el combustible fins a les elevades temperatures que requereix la ignició o començament de les reaccions en cadena. Associat a ell està el problema del confinament, o de com hauria de ser una mena de "recipient" que, per una banda aguanti tan elevades temperatures, i d'altra que no deixi escapar ni interaccioni amb el combustible.
Suposant per exemple un combustible citat anteriorment, la fusió de deuteri i triti, un 33% aproximat d'eficiència global de transferència de la calor a electricitat i la temperatura de 108K també proposada anteriorment, la relació de Lawson dona una relació d'ignició de l'ordre de nτT > 1020 s/m³ MK. L'escalfament del plasma es podria fer per mitjà d'ones de radiofreqüència o de partícules alfa, per exemple. La manera d'obtenir les condicions d'ignició dependrà del tipus de confinament.
La recerca que s'està fent fins ara es basa principalment en dos tipus de confinament: el confinament inercial i el confinament magnètic.

## Prestacions
El major inconvenient que els reactors de fusió presenten ara per ara és que són un projecte teòric, però que encara no és viable tècnica ni econòmicament. Tot i que es poden postular idees molt utòpiques quant al seu funcionament, el cert és que encara no se sap com obtenir de manera segura i efectiva les condicions d'ignició necessàries, i tampoc no s'ha establert encara com se'n podria fer l'explotació comercial, cosa que pot portar tant avantatges com greus inconvenients socials a escala mundial segons com es faci. En aquest sentit, i en un context de globalització i d'acumulació extrema de poder per part de poques persones, s'ha de tenir en compte que els experiments que requereix la investigació i desenvolupament d'aquesta tecnologia requereix una extraordinària quantitat de recursos, que avui només pot obtenir un consorci format per l'agrupació de les majors potències tecnològiques. Això portaria a un monopoli de la seva posterior explotació i, per tant, segurament de l'energia, amb les conseqüències polítiques, econòmiques i socials que això comporta.
Respecte als avantatges, encara és massa aviat per a predir com funcionaria, però ja sabem, i és per això que la seva investigació pot ser interessant, que els combustibles nuclears utilitzats, al contrari que l'urani i el plutoni usats als reactors nuclears de fissió, no són radioactius i a més són molt abundants a la natura. Aquests també produiran residus radioactius, però aquests en principi es reduirien als d'activació de la reacció en cadena per mitjà de neutrons i, a diferència dels produïts als reactors de fissió, el seu període de semidesintegració és molt curta, de menys d'un centenar d'anys.